# 료쿠치코엔역
료쿠치코엔역(일본어: 緑地公園駅, りょくちこうえんえき 료쿠치코엔에키[*])는 일본 오사카부 도요나카시에 있는 기타오사카 급행 전철 난보쿠 선의 역이다. 역 번호는 M10이다.

## 역 구조
상대식 승강장 2면 2선의 지상역. 역사 전후로 신미도스지 북쪽 및 남쪽 방향의 도로가 선로를 낀 형태로 역의 부분은 절토 구조로서 승강장의 바로 위에 신미도스지 북쪽 및 남쪽 방향의 차선이다. 개찰구는 미나미구치와 니시구치의 2개소가 있다. 미나미구치는 각 플랫폼을 연결하는 지하도 부분에 있는, 신미도스지 도로 면에서 2개 층 아래로 되어있다. 엘리베이터는 각 플랫폼에서 지하도와 연결되는 형태이다. 니시구치는 상행 플랫폼 측에 위치하며, 역 서쪽에 있는 역 건물과 연결되고 또한 개설 시간이 한정되어 있다. 각 플랫폼에 대합실이 두개씩 설치되어 있다.
"녹지"를 연상시켜 역내 벽은 연두색으로 되어 있다.
| 1 | □ 기타오사카 급행 전철 난보쿠 선 | 신오사카 · 우메다 · 난바 · 덴노지 · 아비코 · 나카모즈 방면 |
| 2 | □ 기타오사카 급행 전철 난보쿠 선 | 미노카야노 방면                                            |

## 역 주변
- 료쿠치에키 빌딩
  - 기타오사카 급행 전철 본사
- 핫토리료쿠치
- 한큐 오아시스
- 국도 제423호선

## 역사
기타오사카 급행 전철이 개업 당시부터 준비 공사가 이뤄지고 있었고 역 구조물을 완공시켰지만 실제 개통한 연도는 1975년이다.
- 1975년 3월 30일: 영업개시.

## 인접역
| □ 기타오사카 급행 전철 난보쿠 선 | □ 기타오사카 급행 전철 난보쿠 선 | □ 기타오사카 급행 전철 난보쿠 선 |
| -------------------------------- | -------------------------------- | -------------------------------- |
| M09 모모야마다이 미노카야노 방면 |                                  | M11 에사카 나카모즈 방면         |